# Small Talk
„Small Talk“ je píseň americké zpěvačky Katy Perry. Píseň byla zveřejněna spolu s lyric videem 9. srpna 2019 pod Capitol Records. Vydání písně bylo oznámeno skrze sociální sítě 6. srpna 2019. O písni se začalo spekulovat již v červenci, když americký zpěvák a producent Charlie Puth mluvil o chystané písni s Katy Perry během jeho Instagramového livestreamu. Videoklip k písni byl zveřejněn až 30. srpna 2019.

## Žebříček úspěšnosti
| Země                                | Pozice (2019) |
| ----------------------------------- | ------------- |
| Austrálie (ARIA)                    | 33            |
| Belgie (Ultratip Flanders)          | 9             |
| Česko (Singles Digitál Top 100)     | 41            |
| Kanada (Billboard)                  | 56            |
| Mexiko (Billboard)                  | 36            |
| Nový Zéland (RMNZ)                  | 1             |
| Slovensko (Singles Digitál Top 100) | 33            |
| UK (Official Charts Company)        | 43            |
| USA (Billboard)                     | 81            |